# Distretto hui di Guancheng
Il distretto hui di Guancheng (管城回族区S, Guǎnchéng Huízú QūP) è un distretto della Cina, situato nella provincia di Henan e amministrato dalla prefettura di Zhengzhou.